# Ludes
Ludes är en kommun i departementet Marne i regionen Grand Est (tidigare regionen Champagne-Ardenne) i nordöstra Frankrike. Kommunen ligger i kantonen Verzy som tillhör arrondissementet Reims. År 2022 hade Ludes 691 invånare.

## Befolkningsutveckling
Antalet invånare i kommunen Ludes
| Referens: INSEE |